# 理查德·德斯蒙德
理查德·德斯蒙德（英語：Richard Desmond，1927年3月2日—1990年11月1日），美国男子冰球运动员，场上位置是守门员。他曾代表美国国家队参加1952年冬季奥林匹克运动会冰球比赛，获得一枚银牌。